# Бињон
Бињон (фр. Bignon) насеље је и општина у западној Француској у региону Лоара, у департману Атлантска Лоара која припада префектури Нант.
По подацима из 2011. године у општини је живело 3.382 становника, а густина насељености је износила 122,8 становника/km². Општина се простире на површини од 27,54 km². Налази се на средњој надморској висини од 23 метара (максималној 58 m, а минималној 3 m).

## Демографија
| 1962. | 1968. | 1975. | 1982. | 1990. | 1999. | 2011. |
| ----- | ----- | ----- | ----- | ----- | ----- | ----- |
| 1.438 | 1.471 | 1.880 | 2.279 | 2.378 | 2.582 | 3.382 |

График промене броја становника у току последњих година